# Aneroid
Aneroid is een plaats (village) in de Canadese provincie Saskatchewan en telt 15 inwoners (2001).